# Irish Juniors 2014
Das Irish Juniors 2014 als bedeutendstes internationales Nachwuchsturnier von Irland im Badminton fand vom 5. bis zum 7. September 2014 in Dublin statt.

## Sieger und Platzierte
| Disziplin    | Gold                             | Silber                          | Bronze                               |
| ------------ | -------------------------------- | ------------------------------- | ------------------------------------ |
| Herreneinzel | Wolfgang Gnedt                   | Luke Pearce                     | Ricardo Silva                        |
| Herreneinzel | Wolfgang Gnedt                   | Luke Pearce                     | Matthew Widdicombe                   |
| Dameneinzel  | Ronja Stern                      | Rachael Darragh                 | Simone von Rotz                      |
| Dameneinzel  | Ronja Stern                      | Rachael Darragh                 | Daniela Conceição                    |
| Herrendoppel | George Priestman Nathan Rossiter | Louis Ducrot Sam McKay          | Mark Leith Sean Leith                |
| Herrendoppel | George Priestman Nathan Rossiter | Louis Ducrot Sam McKay          | Flurin Furrer Silvan Furrer          |
| Damendoppel  | Ronja Stern Simone von Rotz      | Céline Dagelet Chantal von Rotz | Sara Boyle Rachael Darragh           |
| Damendoppel  | Ronja Stern Simone von Rotz      | Céline Dagelet Chantal von Rotz | Ciara Louise Dwyer Fionnuala McCourt |
| Mixed        | Paul Reynolds Rachael Darragh    | Norman Chun Hang Lau Moya Ryan  | Ricardo Silva Daniela Conceição      |
| Mixed        | Paul Reynolds Rachael Darragh    | Norman Chun Hang Lau Moya Ryan  | Tobias Künzi Chantal von Rotz        |